# Paul Christoph Hennings
Paul Christoph Hennings, född den 27 november 1841 i Heide, död den 14 oktober 1908 i Berlin var en tysk mykolog.
1861 började han arbeta som volontär vid botaniska trädgården i Kiel och genom dess föreståndare, Ernst Ferdinand Nolte, kunde han skriva in sig vid universitetet 1863. På grund av det Dansk-tyska kriget 1864 fick han abryta sina studier och ta tjänst som postexpeditör, först i Augustenburg och därefter i Hohenwested. Noltes efterträdare, professor August Wilhelm Eichler, kallade 1874 tillbaka Hennings till Kiel, och när Eichler fick en professorstjänst vid Berlins universitet 1879 och därigenom även blev föreståndare för Berlins botaniska trädgård, följde Hennings efter 1880. Här arbetade Hennings som medhjälpare vid museet och senare som även som assistent i trädgården. Han sysslade främst med svampar och alger och från 1887 vände han sitt intresse mot sändningarna med tropiska svampar som kom till museet från, framför allt, de tyska kolonierna och Brasilien och han beskrev härvid ett stort antal nya arter. 1891 utsågs han till intendent för trädgården och 1902 utsågs han, trots att han saknade den formella utbildningen, till professor. Det mesta han skrev publicerades i Hedwigia, vars medutgivare han var 1893 till 1905.
Hennings gifte sig 1876 med Mathilde Wendel och paret fick två söner. Efter att den yngste sonen avlidit efter en lång och svår sjukdom 1907, hämtade sig Hennings aldrig och han gick bort året efter.
Auktorsnamnet Henn. kan användas för Paul Christoph Hennings i samband med ett vetenskapligt namn inom botaniken; se Wikipediaartiklar som länkar till auktorsnamnet.